# Trichaspis hincksi
Trichaspis hincksi is een keversoort uit de familie bladkevers (Chrysomelidae). De wetenschappelijke naam van de soort werd in 1961 gepubliceerd door Shaw.